# Лагерь Великой Польши
Лагерь Великой Польши (пол. Obóz Wielkiej Polski) — польское националистическое объединение национал-демократического толка. Имеет статус юридического лица. Под этим именем основан в 2003 году Марчином Марковским, как общественное объединение во Вроцлаве. Как указано на сайте объединения, — ЛВП продолжает дело и политику Романа Дмовского. Официальный орган ЛВП — «Новый Авангард». Кроме этого движение публикует «Национальные хроники». Объединение использует в качестве герба изображение белого орла, держащего Меч храброго (коронационный меч польских королей), обвитый белой и красной лентами.

## История
Ассоциация была создана 28 марта 2003 года как ответ Национальной партии на исключение молодёжной секции партии из национального реестра. В 2012 объединение было зарегистрировано в национальном реестре компаний и юридических лиц и получило статус юридического лица. Это небольшая, но очень активная организация.

## Структура
Лагерь имеет около 150 членов, работающих в Польше и за рубежом. Наиболее активные отделы находятся:
- в Варшаве;
- Вроцлаве;
- Жешуве;
- Осло;
- Лондоне.

Штаб-квартира находится в Варшаве, где располагаются также офисы Союза Польских Объединений и Организаций Латинской Америки (USOPAL) и Национальной библиотеки. В число лидеров организации входят Давид Бережицкий и Мацей Выдрых. Другими известными деятелями являются: режиссёр Богдан Поремба, публицист Роберт Ларковский, доктор Янв Эугениуш Малиновский и доктор Збигнев Сиут.

## Декларация политики
Ассоциация ЛВП является одной из наиболее активных организаций, опираясь на традиции национально-освободительного движения. Поднятое в промежутке между двумя мировыми войнами знамя Лагеря Великой Польши, было установлено 4 декабря 1926 года в Познани. Нынешний Лагерь отстаивает необходимость укрепления позиции Польши на побережье Балтийского моря, агитирует за Неославизм, выступает за систему экономической свободы, выступает против польской официальной пропаганды, а также является решительным противником Европейского союза и выражает скептицизм по поводу участия Польши в блоке НАТО.

## Деятельность ЛВП
Объединение известно своими громкими акциями прямого действия, такими как демонстрации «против клеветы в адрес польского народа» в Еврейском историческом институте в Варшаве (26 июня, 2009) и гуманитарной помощью сербам в Косово (май 2011 года). С самого начала ЛВП поддерживал идею Марша за независимость и приняло участие в нём. По приглашению объединения и делегаций из Словакия, Сербия и USOPAL принял участие в этом марше. Объединение регулярно принимает участие в мероприятиях, ориентированных на поддержку сербского Косово. ЛВП активно борется против попыток прославления боевиков Украинской повстанческой армии, виновных в геноциде польского населения Волыни и Восточной Галиции (1943-45), организуя или участвуя в организации многочисленных протестов.
11 сентября 2011 года ЛВП инициировал митинг напротив президентского дворца в Варшаве и кроме этого было написано коллективное письмо к лидеру партии Право и справедливость (ПиС) Ярославу Качиньскому. В письмо, которое осталось без ответа, включены вопросы к партии по поводу политики в отношении поляков, проживающих в границах бывшей Восточной Польши.

## Лидеры
- Роман Дмовский (1926—1933);[уточнить]
- Ян Трочимяк (1993—2003);[уточнить]
- Марчин Марковский (2003—2012);
- Давид Бережицкий (2012 — н.в.).

## Международное сотрудничество
ЛВП имеет множество регулярных международные контактов, особенно с организациями националистического профиля из славянских стран:
- Словацким Движением Возрождения (Slovenské Hnutie Obrody);
- Сербским национальным движением (Српски Народни Покрет 1389);
- Русским Народным Собором[уточнить];
- Русским освободительным движением «SERB».

Активисты ЛВП приняли участие в сербском марше (2011 года). Члены ЛВП часто посещают Словакию для военизированной подготовки и горных экспедиций, участвуют в Славянских встречах. ЛВП также сотрудничает с Союзом польских объединений и организаций в Латинской Америке (лидер коего Ян (Джон) Кобылянский является почётным председателем ЛВП) и другими более мелкими польскими организациями. В течение нескольких лет Лагерь оказывает поддержку Кобылянскому в судебных исках против должностных лиц, в частности министра Радослава Сикорского. В апреле 2012 года лидеры ЛВП приняли участие в XVII Генеральной Ассамблее USOPAL в Санта-Крус-де-Тенерифе. в июле 2016 года участвовал совместно с «SERB» в митинге в Москве, посвященной годовщине Волынской резни.

## Публицистика
Активисты регулярно публикуются в еженедельнике «Польская мысль» и на портале «Новый экран». Новости о движении можно найти на сербском и российском сайтах.